# Előd Botond
Előd Botond (Budapest, 1984. október 24. –) magyar szinkronszínész és vitorlázó olimpikon.

## Élete
Testvére, Álmos szintén színész. Előd Botond leginkább szinkronszerepeiről vált ismertté, több televíziós sorozatban és mozifilmben adta hangját a szereplőknek.

## Szinkronszerepei

### Szinkronszerepei tévés sorozatokban
- 10 dolog, amit utálok benned: Cameron James (Nicholas Braun)
- 90210: Dixon Wilson (Tristan Wilds)
- Alf: Brian Tanner (Benji Gregory) (első hang)
- Amynek ítélve: Eric Black (Blake Bashoff)
- A nevem Earl: Sonny (Leo Fitzpatrick)
- Angel: Connor (Vincent Kartheiser)
- Angyali érintés – Végső visszaszámlálás: Bobby (Dwight Armstrong)
- A farm, ahol élünk: Andrew Garvey (Patrick Labyorteaux)
- Bagós banyák
- Békét bíró – Határvonal: Jacob Mathews (Jonathan Keltz)
- Bostoni halottkémek: Joey Campbell (Jonathan Murphy)
- Bűbájos boszorkák – A varázspálca (Charmed – That Old Black Magic): Kyle Gwideon (Jay Michael Ferguson)
- Carrie naplója: Bennet Wilcox (Jake Robinson)
- A célszemély – Egyszázalék: Logan Pierce (Jimmi Simpson)
- CSI – Miami helyszínelők – Rio: Scott Satlin (Mason Gamble)
- CSI – New York-i helyszínelők – Bizonytalanságban: James Roberts (Joe Reegan)
- Csacska angyal: Nicolás Fritzenwalden (Nicolas Maiques)
- Csillagkapu – Atlantisz – Kirekesztettek: Morrison hadnagy (Emy Aneke)
- Dallas: Tommy Sutter (Callard Harris)
- Doktor House – Biztonság: Dan (Jake McDorman)
- Döglött akták – Élve eltemetve: Justin Bradley (Cole Williams)
- Döglött akták – Amnézis: Dale Wilson (David Henrie)
- Döglött akták – Harcosok klubja: Cole 'Ares' Palmer (Michael William Freeman)
- Döglött akták – Az ígéret földjén: a fiatal Cyrus Brill (Dustin McKamie)
- Döglött akták – Tanúvédelem: Jeff Feldman/Jeff Foster (Tyler Blackburn)
- Dr. Csont – Az országút vándora: Chad Fergus (Mark Saul)
- Drake és Josh: Drake Parker (Drake Bell)
- Emberi tényező - Észlelés: Marshall McCarty (Levi Meaden)
- Esküdt ellenségek – Különleges ügyosztály – Közröhely: Peter Smith (Pete Starrett)
- Esküdt ellenségek – Különleges ügyosztály – Pusztítás: Joey Field (Christopher Denham)
- Esküdt ellenségek – Különleges ügyosztály – Besorolás: Eddie Cappilla (Chad Lindberg)
- Esküdt ellenségek – Különleges ügyosztály – Gyász: Donovan Alvarez (D.J. Cotrona)
- A főnök – Az utolsó pillanatban: Vince Malone (Travis Aaron Wade)
- Friday Night Lights – Tiszta szívvel foci: Landry Clarke (Jesse Plemons)
- Glee – Sztárok leszünk!: Noah ’Puck’ Puckerman (Mark Salling)
- Gyilkos elmék – Busszal a pokolba: Josh Moore (Andrew James Allen)
- Hannah Montana: Jackson Stewart (Jason Earles)
- Haven – Az erdei lény: Rory Campbell (Scott Beaudin)
- Hazudj, ha tudsz! – A jobbik én: Caden (Allen Maldonado)
- Hazug csajok társasága Noel Kahn - Brant Daugherty
- Hetedik mennyország: Daniel
- Humans: Ed (Sam Palladio)
- Az ifjú Indiana Jones kalandjai – Párizs, 1908 szeptembere: Norman Rockwell (Lukas Haas)
- Jericho: Dale Turner (Erik Knudsen)
- Jó kis bagázs: Meddi (Fayçal Safi)
- II. Károly szenvedélyes élete: James, Monmouth hercege (Christian Coulson)
- LaLola: Nico (Tomas de las Heras)
- Lassie 2: Timmy Cabot (Corey Sevier)
- Malibui szívtiprók: Flipper Gage (Randy Spelling)
- Második esély: Andrés San Román (Julio Ocampo)
- Mindig nyár: Bradin Westerly (Jesse McCartney)
- Monk – A flúgos nyomozó – Mr. Monk és a méhecskék: Tim Sussman (Andrew James Allen)
- NCIS – Gyilkosság 2.0: Tommy Doyle (Patrick J. Adams)
- Pauly: Zachary Delaney (Theo Greenly)
- Psych – Dilis detektívek – Ha annyira okos vagy, akkor miért haltál meg?: – Kirk (Shane Meier)
- A rejtély – Jelek: Vince (Greyston Holt)
- A Silla királyság ékköve: A fiatal Bodzsong (Kvak Dzsongvuk)
- A szépség és a szörnyeteg: Julio Ramirez (Michael Reventar)
- Tinik, tenisz, szerelem: Cameron White (Nwamiko Madden)
- Törtetők: Vincent Chase (Adrian Grenier)
- Vámpírnaplók: Tyler Lockwood (Michael Trevino)
- A varázsló háza: Matthew Morden (Christopher Redman)
- Végjáték – Éljen az ifjú… sztrájk!: Mohit (Chenier Hundal)
- Veronica Mars: Logan Echolls (Jason Dohring)

### Szinkronszerepei filmekben
- Adatrablók: Joey (Jesse Bradford)
- Amerikai pite 5 – A meztelen maraton: Mike ’Punci’ Coozeman (Jake Siegel)
- Apurablók: a pizzafutár (Bryson Kuan)
- Avatar: Norm Spellman (Joel Moore)
- Azt beszélik: Scott (Steve Sandvoss)
- Baywatch – Hawaii esküvő: Hobie Buchannon (Jeremy Jackson)
- A beavatott:[1] Al (Christian Madsen)
- C.R.A.Z.Y.: Paul (Francis Ducharme)
- Charlie Bartlett: Murphy Bivens (Tyler Hilton)
- Érettségi: Chauncey Boyd (Riley Smith)
- Evan, a minden6ó: Dylan Baxter (Johnny Simmons)
- Ez a te életed: Luca (Kostja Ullmann)
- Gyilkos húzások: Kevin Feeney (Alex House)
- Gyűlölt másság: Jaron Nabors (Greyston Holt)
- Ha eljön a reggel: KC (Carter Hayden)
- Hajrá, csajok – Mindent bele!: Tyson (Gary LeRoi Gray)
- Hajrá, csajok! 4.: Penn (Michael Copon)
- Haláli hálaadás:[2] Buzz Hodges (Noel Fisher)
- Harry Potter és a bölcsek köve: Vincent Crabbe (Jamie Waylett)
- Harry Potter és a Főnix Rendje: Vincent Crabbe (Jamie Waylett)
- Harry Potter és a Tűz Serlege: Vincent Crabbe (Jamie Waylett)
- Hick: Eddie Kreezer (Eddie Redmayne)
- Jeanne d’Arc: a dauphin, majd később VII. Károly francia király (Neil Patrick Harris)
- Kettétört élet: Bobby Smith (Tommy Lioutas), illetve a fiatal Bobby (Devon Bostick)
- LOL:[3] Kyle (Douglas Booth)
- Már megint egy dilis amcsi film: Les (Riley Smith)
- Mavericks – Ahol a hullámok születnek: Sonny (Taylor Handley)
- Merénylet a suligóré ellen: Paul Moore (Patrick Taylor)
- Micsoda srác ez a lány: Andrew (Clifton MaCabe Murray)
- A modern Robinson család: Todd Robinson (Blake Bashoff)
- A nők hálójában: Eric Watts (Dustin Milligan)
- Örök kaland: Jesse Tuck (Jonathan Jackson)
- Pofa be!: kamasz autótolvaj (Johan Libéreau)
- Rex, a kölyökfelügyelő: Benny (Raphael Ghobadloo)
- Rumlis vakáció:[4] Earl Gornicke (Hunter Parrish)
- Superhero Movie: Rick Riker (Drake Bell)
- A szerelem örök: Jeff LaHaye (Drew Tyler Bell)
- Szexi party: Jake (Riley Smith)
- A testvériség: Pogue Parry (Taylor Kitsch)
- Az utolsó léghajlító: Zuko herceg (Dev Patel)
- Veronica Mars:[5] Logan Echolls (Jason Dohring)
- Villámtolvaj – Percy Jackson és az olimposziak: Percy Jackson (Logan Lerman)

### Szinkronszerepei animációs sorozatokban
- Avatar: Az utolsó levegőidomár: Theo (17. epizód)
- Beyblade: Max
- Beyblade: V-Force: Max
- Bleach: Aszano Keigo
- Bohókás professzor: Basile
- Chrono Crusade: Ewan Remington tiszteletes
- Conan, a detektív: több szinkronszerep
- D.Gray-man: III. Arystar Krory
- D.I.C.E. – A mentőcsapat: Robin (10. epizód)
- Death Note – A halállista: Ukitake Hirokazo
- Deltora Quest: Dain
- Digimonok - Az új kaland / Digimon Frontier: Kódzsi Minamoto
- Fullmetal Alchemist: Shamballa hódítója - The Movie: Alphonse Heiderich
- Full Metal Panic? Fumoffu: Isszei Cubaki
- Galactik Football: Rocket (13. részig)
- Ghost in the Shell – Stand Alone Complex 1 - 2: több szinkronszerep
- Hekker Zek: Ian
- Hellsing: Enrico Salvaletti (3. epizód)
- Inazuma Eleven: Kevin Dragonfly
- Kaleido Star: Yuri Killian
- Lovely Complex: Ótani Acusi
- LaMB
- Méz és lóhere: Takemoto Júta
- Mixelek: Krader
- Monster Warriors: Antonio
- Naruto (Animax szinkron változat): Uzumaki Naruto
- Naruto (Jetix szinkron változat): Kankuró (1. évad)
- Pókember elképesztő kalandjai: Luke Cage / Bajnok (1. évad), Harry Osborn (2. évad), Clint Barton / Sólyomszem (2. évad)
- Sámán király: Lyserg Diethel (2. hang)
- Skyland – Az új világ: Mahad
- South Park: Mysterion
- Tini Titánok: Robin
- Tini titánok harcra fel :Robin (1.hang)
- Transformers: Armada: Rad
- Vadmacska kommandó - Mew Mew Power: III. J. Wesley Coolbridge
- Vampire Knight: Siki Szenri
- Vampire Knight Guilty: Siki Szenri

## Stúdiók
Az alábbi stúdiókban dolgozott:
- Mafilm Audio Kft.
- Active Kommunikációs Kft.
- Masterfilm (Digital) Kft.
- Syncton Stúdió
- Szinkron Systems
- Balog Mix Stúdió
- Central European Studio
- HBO
- Laborfilm Szinkronstúdió
- Mikroszinkron
- SDI Sun (Hungary)